# Тятер
Тятер (устар. Тятерь) — река в России, протекает в Стерлибашевском районе Башкортостана, Шарлыкском и Пономарёвском районе Оренбургской области. Приток Дёмы. Длина реки составляет 91 км. Площадь водосборного бассейна — 896 км².
Исток реки находится к северо-западу от деревни Мордвиновка Стерлибашевского района Башкортостана. Правобережный приток реки Дёмы, её устье находится в 465 км от устья реки Дёмы.
Населённые пункты у реки: Мордвиновка, Васильевка, Родионовка, Артюховка, Айдарали, Тятер-Арасланово, Зерикло, Зобово, Нижние Кузлы, Софиевка.
Название реки имеет тюркское происхождение, означает в переводе — «Солончаковая» (сравните башкирское, казахское татыр — «солончак», древнетюркское татир ер — «ровное глинистое место, лишённое растительности»).

## Притоки
- 8,3 км: Янцып
- 18 км: Кузлы
- 26 км: Кучуган
- 38 км: Бузат
- Яшерган

## Данные водного реестра
По данным государственного водного реестра России относится к Камскому бассейновому округу, водохозяйственный участок реки — Дёмы от истока до водомерного поста у деревни Бочкарёва, речной подбассейн реки — Белая. Речной бассейн реки — Кама.
Код объекта в государственном водном реестре — 10010201312111100024182.